# Nealeurodicus
Nealeurodicus is een geslacht van halfvleugeligen (Hemiptera) uit de familie witte vliegen (Aleyrodidae), onderfamilie Aleurodicinae.
De wetenschappelijke naam van dit geslacht is voor het eerst geldig gepubliceerd door Hempel in 1922. De typesoort is Nealeurodicus paulistus.

## Soorten
Nealeurodicus omvat de volgende soorten:
- Nealeurodicus altissimus (Quaintance, 1900)
- Nealeurodicus bakeri (Bondar, 1923)
- Nealeurodicus fallax Martin, 2004
- Nealeurodicus ingae (J.M.Baker, 1937)
- Nealeurodicus moreirai (Costa Lima, 1928)
- Nealeurodicus octifer (Bondar, 1923)
- Nealeurodicus paulistus Hempel, 1922
- Nealeurodicus petiolaris Martin, 2004